# Janet Blake
Pour les articles homonymes, voir Blake.
Janet Blake (morte en 1981), épouse d'Arthur Russell Virgin, est une productrice agricole spécialisée dans le bétail de race Jersey, championne des foires agricoles, organisatrice d'événements sociaux et philanthrope de North Hatley, dans la municipalité régionale de comté de Memphrémagog, en Estrie, au Québec, au Canada.
Janet Blake s'intéressait particulièrement aux arts, aux antiquités, à l'élevage de bétail de pure race Jersey et aux expositions agricole de Jersey. Le couple Virgin-Blake a fait d'importantes contributions financières et morales à plusieurs organismes de bienfaisance de la région de North Hatley, en particulier dans le domaine des arts. De plus, financièrement et moralement, ils avaient soutenu des artistes dans tous les domaines. Janet Blake était une participante très engagée dans les foires agricoles régionales et provinciales. Elle était bien considérée par le public et impliquée dans la communauté de North Hatley.

## Couple philanthrope
En 1964, son mari Arthur Russell Virgin a fait une contribution importante au Théâtre Piggery (English: The Piggery Theatre) en faisant un don à la Townships Playhouse Guild d'un terrain de 11 831 m2 situé au 215, chemin Simard à Sainte-Catherine-de-Hatley. Cette parcelle comprenait un bâtiment en blocs utilisé initialement comme porcherie; ce dernier a été construit en 1945, puis transformé en entrepôt.
En septembre 1979, la communauté de North Hatley a rendu un chaleureux hommage à Mme Janet Blake-Virgin (veuve de Arthur Russell Virgin) et à Mademoiselle Emily LeBaron (1906-1983) lors d'un repas communautaire pour reconnaître leur dévouement et soutien à de nombreuses organisations de la région. Ces deux dames avaient une grande amitié entre elles; ils se mêlaient souvent socialement et participaient souvent à des causes communes, notamment le North Hatley Community Club et le Théâtre Piggery.
À la suite du décès de Janet Blake à l'été 1981, la fortune résiduelle du couple a été distribuée sous forme de legs spéciaux principalement à la Fondation de l'Hôpital de Sherbrooke (près de 1 million de dollars), à la Townships Playhouse Guild (devenue en 1981 "The Piggery Theatre Inc") (près d'un demi-million), la bibliothèque de North Hatley et l'église anglicane St. Barnabas, un quart de million chacune,.

## Jeunesse
Née au tournant du 20e siècle et originaire de New York, Blake a visité North Hatley dans son adolescence, au début de la Première Guerre mondiale (1914-1918). Ses parents, riches bourgeois new-yorkais, y possédaient une luxueuse résidence d'été. Elle hérite de cette somptueuse résidence d'été. Après avoir épousé Arthur Russell Virgin en 1928, Blake a déménagé à North Hatley, où elle a passé la majeure partie de sa vie d'adulte.

## Grande Maison Historique
Le 15 avril 1931, le couple Virgin-Blake emménage dans la grande maison ancestrale de Clematis Farm à North Hatley. Après que Janet Blake eut pris possession de cette ferme, la maison ancestrale a subi d'importantes rénovations. Cette grande maison s'est avérée être trois maisons juxtaposées.
Cette demeure ancestrale a été érigée au début du 19e siècle par Chauncey LeBaron (né en 1802 et fils de Jephtah Wadleigh) et son épouse Cordelia Hitchcock, à la suite de leur mariage. Leur vaste terrain était adjacent à celui de ses parents LeBaron, mais plus haut sur la colline. Il était situé au sommet d'une colline surplombant le lac Massawippi. Sept fils sont nés dans cette grande maison Le Baron-Hitchcock. Wilfrid E. Le Baron (fils de Chauncey et Cordelia, décédé en 1928) était le seul des sept enfants à résider dans l'ancienne maison. Il a eu beaucoup de succès en tant que producteur agricole. Néanmoins, l'attrait de la rive ouest du lac Massawippi a généré un afflux de villégiateurs et de résidents; ainsi, il a vendu des lots de la partie basse de sa ferme sur laquelle les acheteurs ont construit de jolies résidences et villas.
Cette maison ancestrale a accueilli de nombreux invités et événements sociaux : mariages, fêtes, anniversaires, réunions, etc. Au moins une bonne s'occupait des services de la maison et du jardin. De plus, plusieurs pique-niques de groupe, fêtes de jardins et expositions d'animaux ont été organisés en plein air sur ce site enchanteur, permettant aux visiteurs d'admirer les magnifiques jardins. Les visiteurs pouvaient compléter leur visite ou leur séjour en visitant l'étage inférieur de la maison qui contenait de nombreuses antiquités. Cette maison était une étape incontournable lors des visites guidées de la région de North Hatley.
Par exemple, le North Hatley Community Club a organisé un garden-party de 300 participants le 5 septembre 1952 à la ferme Clementis. Les visiteurs ont pu admirer les jardins luxuriants et visiter les antiquités de la maison.
Le cinquième anniversaire de mariage du couple Virgin-Blake (mariage en bois) a été célébré le 25 janvier 1933 à la résidence de M. et Mme AH Ham à North Hatley. Leur 10e anniversaire est célébré dans cette maison de la ferme Clematis le 31 janvier 1938 avec 25 invités.
En 1972, cette grande maison ancestrale était considérée comme ayant au moins 150 ans; ellel était alors remplie d'antiquités et entourée de jardins. Un article de 1983 indique que cette maison ancestrale était laissée à l'abandon depuis plusieurs années; soit après la mort de Janet en 1981.

## Ferme Clematis à North Hatley
Janet Blake a pris possession de la ferme Clematis en 1931. Elle dirigeait elle-même la ferme avec un troupeau moyen de 25 vaches laitières, parfois jusqu'à 30. Cette ferme modèle était accréditée pour son programme d'élevage de race pure Jerseys.
Ferme Clematis à North Hatley.
Les achats de bétail de Blake's Jerseys ont été rigoureux afin de constituer un troupeau laitier de haute qualité tant pour les vaches laitières que pour les vaches reproductrices. Au fil des ans, ses réalisations avec ce troupeau laitier ont été bien documentées et reconnues par les producteurs de bovins à travers l'Amérique du Nord et par la Jersey Breeders Association.
Le nom de "Clématite" fait référence à la clématite. Cette fleur pourpre foncé a été le thème principal des magnifiques jardins fleuris autour de cette maison ancestrale. Le journal Sherbrooke Daily Record du 4 décembre 1946 écrit que la ferme Clematis, propriété de M. et Mme Arthur Virgin, contenait des acres de jonquilles et une grande variété de plantes cultivées.
Les gestionnaires et travailleurs de la ferme
Les différents gérants de la ferme modèle étaient: Angus McKinven (1946-1951), Alex McKinven (1923-2006) (1952-1969) d'Écosse. John McCaig conseillait Blake à la ferme depuis novembre 1954 et organisait la participation d'animaux à des expositions, notamment en 1963 et 1965. La ferme Clematis avait publié des petites annonces dans le Sherbrooke Daily Record demandant des agriculteurs en 1934, 1941, 1947, 1956, 1963, 1965, 1966 et 1968, leur offrant un bon salaire et un logement dans une maison confortable.
Ces agriculteurs étaient responsables des travaux agricoles généraux, y compris la traite des vaches, les semences, les récoltes, le labour, les jardins, l'aménagement paysager de cette ferme modèle, l'entretien des clôtures, l'entretien des bâtiments, les achats, l'équipement et l'infrastructure. En hiver, il fallait ajouter des aliments pour le bétail et des aboiements. De plus, ils ont pris soin de bien dresser les animaux afin de défiler annuellement dans les expositions agricoles, notamment à la Foire d'Ayer's Cliff et à l'exposition agricole de Sherbrooke.

## Championne dans les concours agricoles
Au milieu du XXe siècle (au moins entre 1946 et 1969, soit pendant 23 ans), Janet Blake (identifiée comme Mme Arthur R. Virgin) a remporté de nombreux concours avec ses animaux Jersey dans des expositions agricoles régionales et provinciales, notamment à la ferme d'exposition de Ayer's Cliff (Ayer's Cliff Fair):
- en 1948 avec 20 prix dont 13 Jerseys, 5 Aberdeen-Angus et 1 pour la meilleure parade des animaux exposés;
- en 1952, avec 19 prix dont le «Best Dairy Cattle on Parade»;
- en 1953, avec 26 récompenses;
- en 1969, avec plusieurs autres prix.

De plus, plusieurs prix ont été décernés à Janet Blake pour la participation de ses bovins à l'exposition agricole de Sherbrooke (ex.: en 1949, 1950, 1951, 1952, 1955, 1961, 1967, sauf 1954). En 1949, Mme A.-R. Virgin of North Hatley a remporté le championnat senior de réserve, ainsi que le championnat junior de réserve, au Salon de l'agriculture de Sherbrooke.
Avec quelques ouvriers agricoles, elle a aussi occasionnellement participé à d'autres salons agricoles dont Saint-Hyacinthe, Ottawa Summer Show, Charlottetown (P.É.I.) et Malone (NY, États-Unis). Les animaux ont ensuite été transportés par camion jusqu'au parc des expositions.
En 1950, une vache laitière Jersey de la ferme Clematis remporte un concours laitier de dernière année. En 1952, un article du Sherbrooke Daily Record disait: «Wells Martin de Knowlton et RA Timmins, de Knowlton, ont établi de nombreux records du troupeau alors que le troupeau de Mme Arthur R. Virgin, de North Hatley, a obtenu un autre record pour Grand Champion Sunnycrest Royal Countess - 155 080 avec un record de 6 ans de 8 102 lb de lait et 468 lb de gras en 280 jours. Cette vache a été Grand Champion à Sherbrooke en 1951". Cette vache fut aussi grande championne à Sherbrooke en 1951.
En mai 1952, Clematis Sportlight Golden, une vache junior de deux ans appartenant à Mme Arthur R. Virgin a réalisé un record de production de 7 555 lb. de lait, 454 lbs. de gras en 365 jours. Un autre record avec 542 lbs. de graisse a été complétée par Clematis Magic Bell dans le troupeau de Mme Virgin. En 1957, Janet Blake a remporté «The Embleton Trophy» pour la meilleure femelle avec un pis.
En 1957, le troupeau Jersey de la ferme Clematis avait obtenu le "Constructive Breeder Award", la plus haute cote de classification jusqu'à présent honorée au Canada par le Canadian Jersey Cattle Club. En 1960, la ferme Clematis remporte pour la deuxième fois le "Constructive Breeder award". En résumé, pour se qualifier, le troupeau doit notamment être majoritairement élevé par le propriétaire, les vaches doivent avoir une production moyenne élevée, et les taureaux doivent avoir été élevés ou développés à la ferme.
En septembre 1965, le troupeau de Janet Blake remporte le prix Conklin de la meilleure parade de troupeau au Salon de l'agriculture de Sherbrooke. Une photo est ensuite parue le 2 septembre 1965 dans le Sherbrooke Daily Record avec John McCaig, conseiller de Janet Blake. Les bovins du troupeau de la ferme Clematis ont été entraînés avec discipline afin de bien parader dans les expositions agricoles.
Janet Blake était membre du Canadian Jersey Cattle Club qui organisait son pique-nique annuel à Clematis Farm à North Hatley en 1953. En 1964, elle obtient un certificat d'éleveur de Jersey du Quebec Jersey Cattle Club.
La dernière participation de Janet Blake à une foire agricole sera la Foire d'Ayer's Cliff en 1969; là, elle a remporté d'autres prix avec des animaux de son troupeau de race pure. En août 1969, elle est nommée directrice de 1969 parmi les "Mécènes 1969" et membre honoraire de la Foire d'Ayer's Cliff.